# 1624
1624 (MDCXXIV) fue un año bisiesto comenzado en lunes según el calendario gregoriano.

## Acontecimientos
- En Estados Unidos, los neerlandeses se instalan en Nueva Ámsterdam (actual Nueva York).
- Inglaterra declara la guerra a España.
- 27 de marzo: en Sucre, se funda la Universidad Mayor Real y Pontificia San Francisco Xavier de Chuquisaca, la primera universidad de Bolivia.
- 29 de abril: en Francia, el cardenal Richelieu asume el cargo de ministro de Luis XIII.
- 11 de mayo: en Marruecos, un terremoto de 6,0 sacude la ciudad de Fez dejando miles de muertos.
- 19 de julio: en Hebei (China) sucede un terremoto de 5,5 grados en la escala sismológica de Richter y una intensidad de 7.
- Se ordena la pena de muerte para todos los sacerdotes católicos en Dinamarca

## Nacimientos
- 10 de septiembre: Thomas Sydenham, médico británico (f. 1689).
- George Fox, religioso británico, fundador de los cuáqueros.
- Arnold Geulincx, moralista y filósofo flamenco.

## Fallecimientos
- 31 de marzo: Cristóbal Gómez de Sandoval-Rojas, duque español, valido de Felipe III (n. 1581).
- 26 de diciembre: Simon Marius, astrónomo alemán (n. 1573).